# Miłocin (Koszwały)
Miłocin (Miłocin Drugi) – część wsi Koszwały w Polsce położona w województwie pomorskim, w powiecie gdańskim, w gminie Cedry Wielkie.
Miejscowość położona jest na obszarze Żuław Gdańskich.
W latach 1975–1998 miejscowość administracyjnie należała do województwa gdańskiego.
Na terenie wsi znajdują się dwie ulice:
- Spacerowa
- Topolowa

Inne miejscowości o nazwie Miłocin: Miłocin